# Finish
Finish – marka środków czyszczących przeznaczonych do zmywarek, produkowanych przez brytyjsko-holenderską korporację RB (dawniej Reckitt Benckiser).
Finish stworzyła amerykańska firma Ecolab Economics Laboratory w 1953 roku. W 1987 roku marka Finish wraz z działem produktów konsumenckich Eco-Labu została wykupiona przez koncern J.A. Benckiser. W 1998 roku w ramach marki Finish wprowadzono do sprzedaży pierwszą na świecie dwuwarstwową tabletkę czyszczącą. Jej niebiesko-białe warstwy miały wskazywać na podwójne działanie tabletek – czyszczenie i nabłyszczanie. Rok później wprowadzono do sprzedaży tabletki dwuwarstwowe z czerwoną kulką (PowerBall), której funkcją było wstępne namaczanie.
Finish jest polecany przez głównych producentów zmywarek i zastawy stołowej: BOSCH, Indesit, Electrolux, Arcelik, Candy, LG, Nachtmann, Leonardo, Marc Aurel, Riedel, Spiegelau, Villeroy & Boch.

## Finish w Polsce
W 2010 roku produkt dostępny na polskim rynku pod nazwą Calgonit przeszedł rebranding, będący częścią globalnej strategii unifikacji produktów Reckitt Benckiser. Od tego czasu jest dostępny pod nazwą Finish.
W Polsce w ramach marki Finish dostępne jest:
- 6 rodzajów detergentów: Quantum Shine Max&Protect, All in 1 Max&Protect, All in 1, Classic, Żel, Proszek
- 4 rodzaje dodatków: płyn do czyszczenia zmywarki, sól ochronna do zmywarek, odświeżacz do zmywarki, płyn nabłyszczający.